# Stenodyneriellus hewittii
Stenodyneriellus hewittii är en stekelart som först beskrevs av Cameron 1907.  Stenodyneriellus hewittii ingår i släktet Stenodyneriellus och familjen Eumenidae. Inga underarter finns listade i Catalogue of Life.